# Heinkel He 280
O Heinkel He 280 foi o primeiro caça a jato do mundo. Foi inspirado pelo trabalho de Ernst Heinkel na aeronave protótipo Heinkel He 178. Um conjunto de factores técnicos e políticos fizeram com que não entrasse em produção, dando lugar ao Messerschmitt Me 262. Apenas nove unidades foram construídas e nenhuma chegou a ser usada operacionalmente pela Luftwaffe.

## Protótipos
| Protótipo | Características |
| --------- | --- |
| He 280 V1 | Stammkennzeichen-codificado como "DL+AS". Primeiro voo: 22 de setembro de 1940 13 de janeiro de 1942: caiu por falha de controles, piloto salvo por ejeção |
| He 280 V2 | Codificado como "GJ+CA". Primeiro voo: 30 de março de 1941 26 de junho de 1943: caiu por falha no motor                                                    |
| He 280 V3 | Codificado como "GJ+CB". Primeiro voo: 5 de julho de 1942 maio de 1945; capturado no complexo da fábrica Heinkel-Sud em Viena-Schwechat, Áustria.          |
| He 280 V4 | Codificado como "GJ+CC". Primeiro voo: 31 de agosto de 1943 outubro de 1944: faltou carga em Hörsching, Áustria                                            |
| He 280 V5 | Codificado como "GJ+CD". Primeiro voo: 26 de julho de 1943 Não recebeu nenhum motor jato                                                                   |
| He 280 V6 | Codificado como "NU+EA". Primeiro voo: 26 de julho de 1943 Não recebeu nenhum motor jato                                                                   |
| He 280 V7 | Codificado como "NU+EB" e "D-IEXM". Primeiro voo: 19 de abril de 1943 Voou um total de 115 voos rebocados.                                                 |
| He 280 V8 | Codificado como "NU+EC". Primeiro voo: 19 de julho de 1943                                                                                                 |
| He 280 V9 | Codificado como "NU+ED". Primeiro voo: 31 de agosto de 1943                                                                                                |